# Robbie Johnson
Robert Nicholas Johnson (sinh ngày 30 tháng 3 năm 1962) là một cựu cầu thủ bóng đá người Anh thi đấu ở vị trí hậu vệ trái tại Football League cho Brentford.

## Thống kê sự nghiệp
| Câu lạc bộ          | Mùa giải            | Giải quốc nội                    | Giải quốc nội | Giải quốc nội | Cúp FA  | Cúp FA    | League Cup | League Cup | Khác    | Khác      | Tổng    | Tổng      |
| Câu lạc bộ          | Mùa giải            | Hạng đấu                         | Số trận       | Bàn thắng     | Số trận | Bàn thắng | Số trận    | Bàn thắng  | Số trận | Bàn thắng | Số trận | Bàn thắng |
| ------------------- | ------------------- | -------------------------------- | ------------- | ------------- | ------- | --------- | ---------- | ---------- | ------- | --------- | ------- | --------- |
| Brentford           | 1980-81             | Third Division                   | 1             | 0             | —       | —         | —          | —          | —       | —         | 1       | 0         |
| Brentford           | 1981-82             | Third Division                   | 1             | 0             | 0       | 0         | 0          | 0          | —       | —         | 1       | 0         |
| Brentford           | Tổng                | Tổng                             | 2             | 0             | 0       | 0         | 0          | 0          | —       | —         | 2       | 0         |
| Slough Town         | 1989-90             | Isthmian League Premier Division | 36            | 9             | 6       | 0         | —          | —          | 9       | 5         | 51      | 14        |
| Slough Town         | 1990-91             | Conference                       | 3             | 0             | 1       | 0         | —          | —          | 2       | 0         | 6       | 0         |
| Slough Town         | Tổng                | Tổng                             | 39            | 9             | 7       | 0         | —          | —          | 11      | 5         | 57      | 14        |
| Tổng cộng sự nghiệp | Tổng cộng sự nghiệp | Tổng cộng sự nghiệp              | 41            | 9             | 7       | 0         | 0          | 0          | 11      | 5         | 59      | 14        |

1. ↑  3 appearances and 3 goals in FA Trophy, 3 appearances and 2 goals in Berks & Bucks Senior Cup, 2 lần ra sân ở Isthmian League Cup, 1 lần ra sân ở ClubCall Cup.
2. ↑  2 lần ra sân ở Conference League Cup.